# Antonio Boggia
Antonio Boggia, soprannominato il "Mostro di Stretta Bagnera" oppure il "Mostro di Milano", in seguito anche "Jack lo squartatore di Milano" (Urio, 23 dicembre 1799 – Milano, 8 aprile 1862), è stato un serial killer italiano.

## Biografia
(Sentenza del Tribunale di Milano nel processo contro Antonio Boggia)
Nato nel 1799 a Urio, paese sul lago di Como non lontano dal confine con la Svizzera, nel 1824 Boggia (all'età di venticinque anni) ebbe i primi problemi con la giustizia in seguito a una denuncia per truffa e a numerose cambiali non onorate. Fuggì nel Regno di Sardegna, dove subì un ulteriore processo a causa di una rissa e di un tentato omicidio. Incarcerato, approfittò di una rivolta per fuggire e tornare nuovamente nel Lombardo Veneto. Si trasferì a Milano facendosi assumere, grazie alla sua conoscenza della lingua tedesca, a Palazzo Cusani, sede del comando militare austriaco, in veste di fochista e trovando un'abitazione in via Gesù.
Nel 1831 si sposò e andò a vivere con la consorte in via Nerino 2, nello stabile di proprietà di Ester Maria Perrocchio, che sarà una delle sue vittime. Boggia cominciò a uccidere nell'aprile del 1849: la prima vittima fu Angelo Serafino Ribbone, che venne derubato di 1 400 svanziche e il cui cadavere venne smembrato e nascosto nello scantinato del Boggia nella Stretta Bagnera. Il 26 febbraio 1860, in seguito all'istituzione dei Carabinieri Reali, con sede a Palazzo Cattaneo in via Moscova a Milano, Giovanni Murier denuncia la scomparsa della madre Ester Maria Perrocchio, di 76 anni.
Il giudice Crivelli si occupò delle indagini, scoprendo l'esistenza di una procura falsa, stipulata innanzi al notaio Bolza di Como, che investiva Antonio Boggia del ruolo di amministratore unico dei beni della donna. Si scoprì anche un precedente del Boggia che nel 1851 aveva tentato di uccidere con un'ascia un anziano contabile, suo conoscente, tale Giovanni Comi. Boggia venne condannato dalla giustizia austriaca a tre mesi nel  Manicomio Pia casa della Senavra per poi tornare libero.
Alla denuncia di scomparsa si aggiunse la testimonianza dei vicini che avevano visto Antonio Boggia armeggiare con sacchi da muratore, mattoni e sabbia in un magazzino di stretta Bagnera, traversa di via Nerino a pochi passi dall'abitazione dell'uomo, nei pressi di via Torino nel centro di Milano, tra la Basilica di Sant'Ambrogio e il Duomo. La perquisizione del luogo fece scoprire, murato in una nicchia, il cadavere della donna. In una scrivania nell'appartamento del Boggia vennero trovate altre due procure. Nella prima, Angelo Serafino Ribbone, manovale e suo compaesano, lo autorizzava a prelevare i propri averi presso un'anziana zia di Urio. Dell'uomo si erano perse le tracce: era stata la prima vittima. Nella seconda procura, il ferramenta Pietro Meazza incaricava Antonio Boggia di vendere la sua bottega e una cantina sita in via Bagnera. Anche questo personaggio non era più rintracciabile. Un'ispezione nella cantina portò a un risultato sconcertante: i cadaveri rinvenuti nel sotto pavimento erano tre anziché i due cercati dai carabinieri. Dopo molte ricerche fu possibile attribuire i resti del terzo corpo a Giuseppe Marchesotti, commerciante di granaglie all'ingrosso, anche lui assassinato da Boggia. Durante il processo che seguì confessò gli omicidi e cercò fino all'ultimo di fingersi pazzo. Venne giudicato colpevole e condannato a morte per impiccagione.

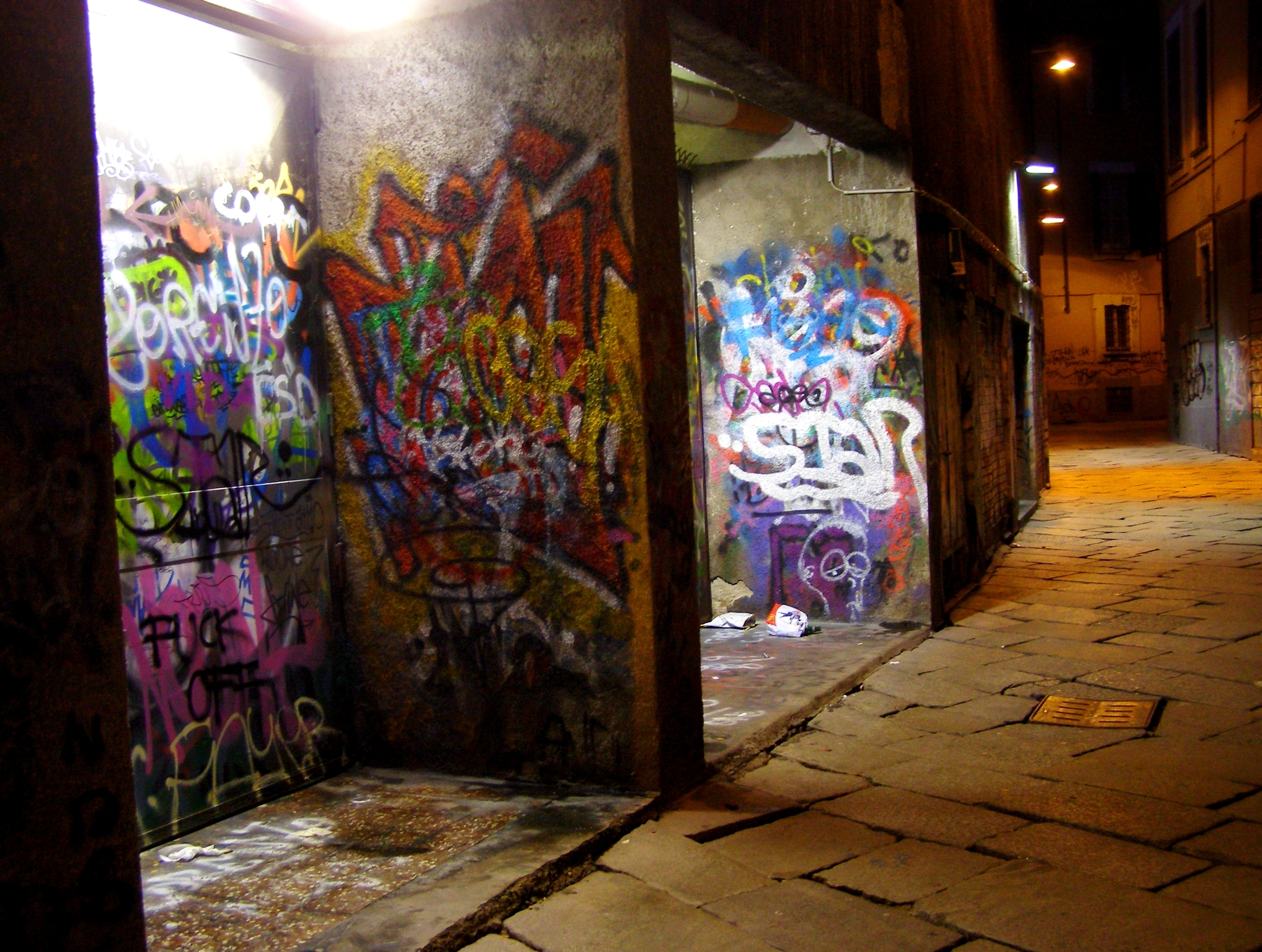
Foto attuale di Via Bagnera a Milano dove risiedeva e dove uccise Antonio Boggia

La sentenza fu resa esecutiva l'8 aprile 1862, non lontano dai bastioni di Porta Ludovica e di Porta Vigentina. Fu l'ultima condanna a morte di un civile eseguita a Milano fino alla seconda guerra mondiale: infatti la pena di morte venne abolita nel 1890 dal Codice Zanardelli. Il corpo decapitato di Antonio Boggia fu sepolto nel Cimitero del Gentilino presso il bastione di Porta Ludovica, mentre la testa fu messa a disposizione del Gabinetto Anatomico dell'Ospedale Maggiore su richiesta del dott. Pietro Labus e successivamente affidato al padre della criminologia, Cesare Lombroso, che con grande clamore ne trasse la conferma delle sue teorie circa il delinquente nato.
La testa del Boggia venne poi portata a Musocco nel 1949 e tempo dopo nuovamente trasferita al Museo di storia naturale sezione biomedica a Firenze, dov'è conservata a tutt'oggi. Nell'ottobre del 2009 venne ritrovata invece una mannaia da macelleria già di proprietà dell'Ospedale Maggiore nel mercato collezionistico; la mannaia è tuttora conservata al Museo di Arte Criminologica di Olevano di Lomellina.
Una leggenda milanese narra che il fantasma dell'assassino vaghi ancora nei pressi di via Bagnera: esso si manifesterebbe tramite una ventata di aria gelida che avvolgerebbe la gente.